# Друга мессенська війна
Друга мессенська війна відбулася бл. 660—650 рр. до н. е. між давньогрецькими державами Мессенією та Спартою. Вона почалася з повстання рабів, приблизно через 40 років після закінчення Першої мессенської війни. Однак деякі вчені, визначають більш ранні дати, стверджуючи, що 668 рік до нашої ери є датою початку війни. Причиною цього стала поразка Спарти в першій битві при Гісіях, яка, ймовірно, стала першим каталізатором.

## Передумови
Перша Мессенська війна тривала з 743 до 724 до н. е. У період до завоювання Спарта боролася з перенаселенням регіону Лаконії, асимілюючи інших лаконців, як періоеків («тих, хто живе навколо нас»). Прагнучи ще більше розширити свою територію на Пелопоннесі, спартанська армія вступила у війну з мессенцями. У результаті двох десятиліть боротьби мессенський народ став рабом ілотів і держави після перемоги Спарти в південно-західному регіоні Пелопоннесу. Крім того, було сказано, що перша битва почалася через те, що деякі мессенські чоловіки викрали кількох спартанок, які молилися в храмі. Коли мессенці відмовилися повернути їх, спартанці вторглися в Мессенію.

## Війна
Друга мессенська війна стала результатом повстання ілотів Мессенії, яких підтримували аргівці та аркадці. Намагаючись відновити свободу, мессенці вторглися в Лаконію. Перша битва сталася при Дересі, у ній Арістомен зі своїм військом здобув перемогу над спартанцями.
Однак в битві біля Великого Фосса саме Спарта здобула перевагу, коли підкупила Аристократа-царя союзної Месенії Аркадії. Вони змусили його відступити через мессенські лінії, коли спартанці вступили в бій. Ця втрата змусила мессенців перейти до укріпленого міста на горі Ейра. На навколишні міста було здійснено кілька набігів.
У цей же час Арістомен був схоплений. Перш ніж його встигли стратити, він утік із своїх утримувань і повернувся до Ейри. Мессенці утримували Ейру більше десяти років, перш ніж спартанці здійснили останню атаку. Однак перед падінням Ейри було дозволено звільнити жінок і дітей разом з Арістоменом. Тих, хто не врятувався з Ейри, знову перетворили на ілотів. Сам Арістомен поїхав на Родос, де він помер і був вшанований як герой.
Крім того, спартанці змогли придушити повстання після смерті аргівського полководця. Завдяки допомозі та підтримці афінського вчителя та поета Тіртея спартанська армія змогла розгромити мессенців і відновити їхній статус ілотів. У результаті цієї війни спартанське суспільство стало сильною мілітаристською силою в Середземномор'ї, яка контролювала територію вздовж Пелопоннесу та запобігла подальшим повстанням, викликаними ілотами. Пізніше їм вдалося вирватися з-під влади Спарти близько 350 року до н.е

## В літературі
Ф. Л. Лукас «Врятована Мессена» (1940) — віршована драма, заснована на Павсанії, про історію Мессенії, включаючи епізоди Другої Мессенської війни.